# Florian Walter
Florian Walter (* 9. Juni 1987 in Hamm) ist ein deutscher Jazz- und Improvisationsmusiker (Holzblasinstrumente, Elektronik, Komposition).

## Leben und Wirken
Walter studierte Schulmusik, Jazz-Saxophon, Komposition und Geschichtswissenschaft in Essen, mit dem Bundesjugendjazzorchester trat er 2011 live bei den Internationalen Jazztagen in Viersen auf. Seit 2006 arbeitet er als Saxophonist und Klarinettist und im Bereich der zeitgenössischen Komposition. Er spielte seitdem in zahlreichen Ensembles von experimentellem Pop über Neue Musik, Improvisations- bis Theatermusik, u. a. mit Nicola Hein sowie mit Simon Camatta und Achim Zepezauer in der Formation knu!, ferner mit Machine Mass, What a Waste of Beauty, The Dorf und Wellness (mit Julius Gabriel, Fabian Jung). Mit Markus Zaja, Felix Fritsche und Sabine Niggemann veranstaltete er seit 2010 Konzerte in Kiosken und Trinkhallen des Ruhrgebiets. Mit dem Trio Wellness (mit Marie Daniels, Julius Gabriel, Fabian Jung) entwickelte er das Programm Kreisler-Maschine, in dem sie die Lieder Georg Kreislers in den Raum improvisierter Musik stellten.
Walter erhielt 2019 den Westfalen-Jazz-Preis.

## Diskographische Hinweise
- Theurer/Walter/Jung – Drei Mal Ja (mit Martin Theurer und Fabian Jung)
- Camatta Monk – Don't Play the Piano Part (2012)
- The Dorf feat. FM Einheit – Live (2012)
- knu! – My Horse Doesn't Give a Shit (Unit, 2015), mit Simon Camatta, Achim Kämper
- Achim Zepezauer, Florian Walter – Hell / Bruit (Umland, 2015)
- Malstrom: Klaus-Dieter (Berthold Records, 2021), mit Axel Zajac, Jo Beyer
- Ephemeral Fragments: mit gefühl (Umland Records 2022), mit Korhan Erel, Emily Wittbrodt